# Matija Valjavec
Matija Valjavec (Kračmánov), slovenski pesnik, pripovednik, jezikoslovec, zbiralec ljudskega slovstva in prevajalec, * 17. februar 1831, Srednja Bela pri Preddvoru, † 15. marec 1897, Zagreb. 

## Življenje
Oče mu je bil kmet celozemljak Anton Valjavec, mati mu je bila kmetica Marija (rojena Bizjak). Matija Valjavec je od leta 1838 tri leta obiskoval osnovno šolo (normalka) v Kranju. Po osnovni šoli je nadaljeval šolanje na Klasični gimnaziji v Ljubljani (1842–51). V tem času se je v njem začela oblikovati narodna zavest, saj je svoj dotedanji priimek Wallauz poslovenil v Valjavec. Po uspešno zaključeni srednji šoli se je odločil za študij slavistike in klasičnih jezikov na dunajski univerzi in leta 1855 opravil profesorski izpit iz slovenistike in latinščine ter bil konec decembra istega leta imenovan za pravega učitelja.
Od leta 1854 do leta 1876 je na gimnaziji v Varaždinu delal kot profesor klasičnih in slovanskih jezikov, nato pa so ga premestili v Zagreb, kjer je učil vse do svoje upokojitve leta 1891.
Med letoma 1875 in 1879 je bil dopisni, kasneje pa redni, član Jugoslovanske akademije znanosti in umetnosti v Zagrebu. Od leta 1893 do 1894 je bil tajnik in knjižničar pri JAZU, kjer je uredil in popisal knjižnico.

## Delo
Ukvarjal se je s pesništvom, jezikoslovjem, narodopisjem ter prevajalstvom. Zbiral in zapisoval je ljudsko izročilo, pisal lirske in pripovedne pesmi ter epe, predvsem pa je poznan kot pisec živalskih pravljic v verzih, kot so na primer Osel, kralj zverin, Volk Rimljan in druge. Izvirne proze Valjavec ni pisal, pač pa nekoliko preoblikoval ljudske pripovedi, med drugim Lesena skleda, Zlata ptica itd.
V jezikoslovju je raziskoval staro cerkveno slovanščino, slovenska narečja in naglas slovenščine (Prinos k naglasu u (novo)slovenskom jeziku, 1878). Upošteval je vsa slovenska narodnostna območja, tudi prekmursko. Kot prvi je opisal preddvorski govor. 
Prevajal je dela avtorjev, kot so Homer, Ovid in Vergil. Knjižno sta v njegovem prevodu izšli Sofoklejeva drama Ajant in Goethejeva Ifigenija na Tavridi. Za Britansko in inozemsko svetopisemsko družbo je prevedel List Rimljanom (1873) ter List Korinčanom prvi, List Korinčanom drugi in List Galatom (1877) iz Nove zaveze. Dela je objavljal v Ljubljanskem zvonu in Kmetijskih in rokodelskih novicah. 
Stoletnico njegove smrti so 15. marca 1997 v Preddvoru na pošti obeležili s priložnostnim poštnim žigom, po njem pa je poimenovana tudi preddvorska osnovna šola. Pred njo stoji spomenik - Valjavčev »Pastir«, ki ga je iztesal kipar Peter Jovanovič. 

### Leposlovje

#### Poezija
- Znamnja dežja, 1848, (COBISS)
- Drevó v cvetji, 1848, (COBISS)
- Edini dol, 1848
- Seničica, 1849
- Na planini, 1851
- Kmet v risu, 1852
- Žnjica, 1854
- Kam in kje?,1854
- Rožica, 1854
- Mati, 1855
- Pesmi, 1855, (COBISS)
- Zaperta smert, 1857
- Bratovska ljubezen, 1857
- Vojak na Laškem, 1859
- Zora in Solnca, pripovedna pesem v treh delih 1867, (COBISS)
- Poezije, 1900, (COBISS)
- Izbrani spisi za mladino, 1922, (COBISS)
- Pastir, 1944, (COBISS)
- Živalske pripovedke, 1951, (COBISS)

#### Zapis ljudskega izročila
- Lesena skleda, 1848
- Pripovedka od starega Viničkega grada, 1857
- Pripovedka o somovici ali o "jelenskem zelji", 1857
- Še nekaj o vroku, 1857
- Narodne pripovjedke, 1858 (COBISS)
- Narodne pripovjesti u Varaždinu i okolici, 1890 (COBISS)
- Pedenjčlovek Laketbrada, 1945 (COBISS)
- Zlata ptica, 1972 (COBISS)
- Deklica lastovica : slovenska ljudska pravljica, 1989 (COBISS)
- Pripovedka o Soncu in Nasti, 1992 (COBISS)
- Kračmanove pravljice, 2002 (COBISS)
- O pastirčku in debeli uši: slovenska ljudska, 2006 (COBISS)
- Kračmanove pravljice. Del 2, Povesti, stare navade in uganke, 2007 (COBISS)

### Jezikoslovje
- Prinos k naglasu u (novo)slovenskom jeziku, 1878 (COBISS)
- Imperfekat : kako se tvori u staroj slovenštini i prema njoj u hrvaštini ili srbštini pak u kajkavštini, 1880 (COBISS)
- Tiskopis, a ne rokopis slovenski, 1886
- Tržáščan, Tržáčan, tržáški, 1892
- Koroša, Korošíca, Korošec, 1892
- Jért, irt, irta, 1892
- K prvemu sešitku slovensko-nemškega slovarja Wolfovega, 1893
- K drugemu sešitku slovensko-nemškega slovarja Wolfovega, 1893
- K tretjemu sešitku Wolfovega slovarja, 1894
- K četrtemu sešitku Wolfovega slovarja, 1894
- K petemu sešitku Wolfovega slovarja, 1895

### Svetopisemski prevodi
- Pavla aposteljna List Rimljanom, 1873
- Novi zakon (Lista Korinčanom in List Galatom), 1877